# 李周浩 (政治家)
李 周浩（イ・ジュホ、韓国語: 이주호、1961年2月17日 - ）は、韓国の政治家、経済学者、官僚。第17代韓国国会議員（比例代表）。2022年11月7日から尹錫悦政権で社会副首相兼教育部長官を務める。2025年5月2日から同国大統領権限代行（6月4日午前6時21分に中央選挙管理委員会が李在明の大統領当選を認定するまで）兼国務総理権限代行（2025年7月3日まで）。

## 経歴
慶尚北道大邱市（現・大邱広域市）出身。大邱青丘高校を経て、ソウル大学校・同大学院で国際経済学を専攻し、コーネル大学で経済学博士号を取得した。韓国開発研究院（KDI）責任研究員・副研究委員・研究委員・国際政策大学院副教授・教学処長・教授、教育部教育政策審議会委員、教育改革フォーラム幹事・運営委員、韓国労働経済学会編集委員・理事、韓国職業教育学会理事、韓国女性開発院諮問委員、韓国教育財政経済学会学術委員、コルゲート大学碩座教授、財団法人汝矣島研究所理事を経て、2004年の第17代総選挙にハンナラ党の比例代表から国会議員に当選した。李明博政権発足後は大統領室教育科学文化首席秘書官を経て、2009年1月に第51代教育科学技術部第1次官に任命。2010年8月には第53代教育科学技術部長官に任命され、2013年3月まで務めた。その後は国際科学ビジネスベルト委員会委員長、国連グローバル教育財政委員会委員、アジア教育協会理事長、特別委員会政治アカデミー特別委員会委員を歴任した。
2022年6月の地方選挙ではソウル市の教育監に立候補したが、途中で辞退した。その後は任太熙京畿道教育監の引き継ぎ委員長を務めた。
尹錫悦政権では辞任した朴順愛の後任として社会副首相兼教育部長官に指名され、2022年11月7日に就任した。
2025年5月1日、2024年12月の非常戒厳をめぐる弾劾裁判の結果罷免された尹に代わって大統領権限代行を務めていた韓悳洙国務総理が、大統領選挙出馬のため辞任を表明。同日深夜には国会に自らの弾劾訴追案が上程されたことに抗議する形で崔相穆経済副首相兼企画財政部長官も辞任したため、翌2日午前0時から憲法第71条並びに政府組織法第22条第1項及び第26条の規定に基づき国務総理、企画財政部長官に次ぐ国務委員（閣僚）である社会副首相兼教育部長官の李が大統領権限代行及び国務総理権限代行に就任し、大統領権限代行については同年6月3日の大統領選挙で勝利した李在明の当選を中央選挙管理委員会が認定（6月4日午前6時21分）するまで務めた。7月3日に金民錫を国務総理とする人事同意案が国会で可決され、李周浩は国務総理権限代行の任を終えた。

## 発言・政策
2010年の教育科学技術部長官在任中、医学・歯学専門大学院が医大・歯科大に復帰せず、教授増員をはじめ、行財政的支援を継続することを表明した。
第1回の教育部長官時代に教育の自律と競争を強調した。2011年に「高校多様化300」プログラムで自律型私立高等学校100ヶ所、寄宿型公立高等学校150ヶ所、マイスター高等学校50ヶ所を作ると明らかにして、学校の自主性を高め、学生の学校選択権を拡大しようとする趣旨だった。ただし、文在寅政権は自律型私立高校を一般高校の荒廃化の主犯と考えたため、2025年に全ての自律型私立高校を一般高校に一括転換する方針を示した。
過去に教育部の廃止を数回も主張した。2007年の国会議員時代に省庁再編の討論会で、教育部から果敢に廃止し、教育に関する権限を中央政府から地方政府、単位学校、大学に移譲する上、研究、学問分野を統合的に支援し、教育と有機的に連携する必要があると主張した。2017年、正しい社会運動連合の共同委員長を務めながら、同連合は「教育部の廃止」「大学の半減」を主張した。2021年3月にもK政策プラットフォーム理事長として、教育部の廃止を主張する報告書を発表した。
2017年、韓半島先進化財団主催のゼミナールで、同財団政策委員長・KDI国策大学研究院教授として、当時の右派政党は既得権や利益集団に捕獲された利益集団に変質し、これを克服するために世代革新と国家統合が必要だという発言をした。

### 教育部長官再任後
2022年12月、高校の内申を絶対評価（達成度評価制）に全面転換しようとする方針を示した。
2023年3月、国民の関心が高い学校内暴力問題に関して、厳罰主義の基調に賛同しながらも、幅広い意見を収集する必要があると表明し、2012年に作成された学校内暴力総合対策を大々的に手入れする方針を示した。また、人材の医大への集中問題に関しては、KAIST、浦項工科大学校にも医科大を新設し、医師兼科学者を養成する案の検討を発表した。
2023年9月、教育部は体験学習などの集団行事に「黄色いバス」だけを利用する方針を発表したが、そもそもそういったバスの数が足りなかったため、体験学習をキャンセルせざるをえなかった学校が多く、貸切バス業界にも混乱を起こした。
2023年末、教育部は2028年の大学修学能力試験改編案を発表したが、微積分II・幾何学を除外し、「深化数学」を新設する予定であるため、大韓数学会からの批判を受けた。